# Qualificazioni al campionato mondiale di calcio 2010 - OFC

## Prima fase
La prima fase delle qualificazioni è stata il torneo maschile di calcio ai Giochi del sud Pacifico 2007, tenutosi ad Apia e iniziato il 25 agosto 2007.
Per la prima e unica volta nella storia delle qualificazioni mondiali, partecipa una nazione non affiliata alla FIFA, Tuvalu.

Le prime tre squadre classificate a detto torneo che hanno conquistato il diritto di accedere alla seconda fase delle qualificazioni, affrontando la Nuova Zelanda, sono nell'ordine:
- Nuova Caledonia
- Figi
- Vanuatu

## Fase finale
La fase finale coincide con la Coppa delle nazioni oceaniane 2008 che si è conclusa il 19 novembre 2008. Sono ammesse le prime tre classificate del torneo maschile di calcio ai Giochi del sud Pacifico 2007 più la Nuova Zelanda.

La coppa è stata vinta dalla Nuova Zelanda che ha rappresentato quindi l'Oceania nella FIFA Confederations Cup 2009 e ha acquisito il diritto di giocare lo spareggio interzonale AFC-OFC contro il Bahrain, vincitrice dello spareggio della zona asiatica, per il 24º posto utile al campionato mondiale di calcio 2010. Lo spareggio è stato poi vinto dalla nazionale neozelandese che quindi ha partecipato, rappresentando l'Oceania, al campionato mondiale di calcio del 2010.